# 国際協調主義
国際協調主義（こくさいきょうちょう しゅぎ、Internationalism）またはインターナショナリズムとは、国家が外交を行うにあたって取りうる主義のひとつ。日本においては、日本国憲法で掲げられている事柄である。
国際協調主義ならば、自国の利益（国益）のみを追求するのではなく、諸外国と友好的に協力し合いながら共存しようという考えになる。国際協調主義というのは、軍国主義や大国主義と相対するという主義である。特定の外国のみとであったり、特定の外国の集団のみと協調することなく、国際社会と協調をするということである。国際社会というのは、主権を持つ国家が自国の権限を譲り渡すということで形成されているということであり、その社会の成立のためにはそれぞれの主権国家が国際連合加盟国となり、国家が互いに平和に協調し合いながら相互に生きていく環境を作り出すというのが各国の利益となるわけである。
現在の日本が大戦略において定めている積極的平和主義は、国際協調主義の価値観に基づいている。
国際協調主義は孤立主義や覇権主義、ナショナリズムと対置されることが多い。また、グローバリズムやコスモポリタニズムと類似する点もあるが、これらはそれぞれ異なる。